# Temporada 1898-1899 del Liceu
La temporada 1898-1899 s'estrenà al Liceu Die Walküre. Fou un esdeveniment sensacional, perquè significà que hom considerava que el públic havia adquirit ja la maduresa musical que li permetia acceptar i admirar una obra que poca cosa tenia a veure amb tot allò que estava acostumat a escoltar, incloent també el Lohengrin i el Tannhäuser, que després de l'estrena el Liceu oferí en les temporades 1891-1892 i 1896-1897.
També fou sensacional per dos fets més, un d'ordre tècnic i l'altre d'ordre social. Pel que fa a la tècnica, el Liceu demostrà els seus afanys de modernitat i se serví de la cinematografia per aconseguir l'efecte desitjat en la cavalcada de les valquíries. El d'ordre social, es va adoptar per primera vegada el costum wagnerià d'enfosquir la sala durant la representació i es va ajudar a l'efecte escènic de la cavalcada mitjançant una projecció cinematogràfica, si bé en alguns quadres es van trobar a faltar exigències escèniques de l'autor. L'èxit amb què va ser acollida i la popularitat que assolí Die Walküre feu que ben aviat es convertís en punt de referència per a les disfresses carnavalesques de nens i nenes.
També es produí l'estrena de Werther de Massenet, que no agradà gens, i el debut de Maria Barrientos -als quinze anys!- el dia 1 de gener de 1899 amb fragments de Lucia di Lammermoor de Donizetti.
| Temporada 1898-19899 del Liceu |                     |                                     |                   | |           |                                                |
| Òpera                          | Compositor          | Director musical                    | Director d'escena | Papers principals | Producció | Dates                                          |
| Andrea Chénier (estrena)       | Umberto Giordano    | Gaetano Cimini                      |                   | Emilio De Marchi, Eugenio Giraldoni, Emilia Corsi, Giannina Lucacewska, Maria Bellier, Maria Chivers, Antoine Vidal, Giulio Rossi, Baldassare Fochssi, Enrico Giordani, Luigi Pippò-Conti, Josep Boldú |           | 12, 13, 15, 19 i 20 de novembre                |
| El barber de Sevilla           | Gioachino Rossini   | Joaquim Maria Vehils                |                   | Alessandro Bonci, Giulio Rossi/Ernesto Caracciolo, Regina Pinkert, Edoardo Sottolana, Giovanni Scarneo, Josep Massip, Maria Chivers, Ramon Bataller                                                    |           | novembre                                       |
| I puritani                     | Vincenzo Bellini    |                                     |                   | Regina Pinkert, Alessandro Bonci, Edoardo Sottolana, Giovanni Scarneo |           | novembre                                       |
| Rigoletto                      | Giuseppe Verdi      | Joaquim Maria Vehils                |                   | Alessandro Bonci / Tomàs Franco (8 gener), Cesare Cioni, Emilia Corsi / Ines De Frate (4 desembre), Antoni Vidal, Maria Bellier, Maria Chivers                                                         |           | 3, 4, 8, 15 de desembre i 8 de gener           |
| Lohengrin                      | Richard Wagner      | Joaquim Maria Vehils/Joseph Mertens |                   | |           | 17 de desembre                                 |
| Norma                          | Vincenzo Bellini    | Joaquim Maria Vehils                |                   | Giuseppe Moretti/Vittorio Emanuele Castellano, Giovanni Scarneo, Ines De Frate, Maria Chivers/Giannina Lucacewska                                                                                      |           | desembre                                       |
| Faust                          | Charles Gounod      |                                     |                   | Anita Italiano, Maria Ballier, Maria Chivers, Alessandro Bonci, Cesare Cioni/Agostino Gnaccarini, Giovanni Scarneo, Josep Boldù                                                                        |           | desembre                                       |
| Pescatori di Perle             | Georges Bizet       |                                     |                   | Regina Pinkert, Alessandro Bonci |           | desembre                                       |
| Ugonotti                       | Giacomo Meyerbeer   |                                     |                   | Ines De Frate, Regina Pinkert, Giannina Lucacewska, Emilio De Marchi, Edoardo Sottolana, Giovanni Scarneo, Anton Vidal                                                                                 |           | desembre                                       |
| Die Walküre                    | Richard Wagner      | Joseph Mertens                      |                   | Ada Adini-Milliet, Emilia Corsi, Emmanuel Lafarge, Agostino Gnaccarini, Giovanna Lucaszewska, Giovanni Scarneo                                                                                         |           | 25 de gener                                    |
| Die Walküre                    | Richard Wagner      | Leopoldo Mugnone                    |                   | Gianna Francescatti Paganini, Maria Merolla, Olimpia Guercia, Guido Vaccari, Agostino Gnaccarini, Leopoldo Cromberg                                                                                    |           | 15 d'abril                                     |
| Werther                        | Jules Massenet      | Leopoldo Mugnone                    |                   | Umberto Beduschi, Edoardo Sottolana, Aurelio Viale, Josep Massip, Josep Boldú, Isabella Savelli, Maria Martelli, Maria Chivers                                                                         |           | 29 i 30 d'abril                                |
| La bohème                      | Giacomo Puccini     |                                     |                   | Maria Stuarda Savelli, Maria Martelli, Alessandro Bonci/Gioachino Bayo, Edoardo Sottolana, Aurelio Viale, Leopoldo Cromberg, Ernesto Caracciolo                                                        |           | abril                                          |
| Lucia di Lammermoor            | Gaetano Donizetti   |                                     |                   | Maria Barrientos, Tomaso Franco, Cesare Cioni, Josep Boldù |           | 1 de gener                                     |
| Cavalleria rusticana           | Pietro Mascagni     |                                     |                   | Emilia Corsi/Antonietta Orcesi, Giannina Lucacewska, Giuseppe Moretti, Cesare Cioni |           | gener                                          |
| Pagliacci                      | Ruggero Leoncavallo |                                     |                   | Emilia Corsi, Emilio De Marchi/Giuseppe Moretti, Cesare Cioni, Edoardo Sottolana, Enrico Giordani |           | gener                                          |
| I puritani                     | Vincenzo Bellini    | Joaquim Maria Vehils                |                   | Josep Boldú, Giovanni Scarneo, Alessandro Bonci, Tomàs Franco (15 gener), Edoardo Sottolana, Josep Massip, Maria Chivers, Regina Pinkert, Maria Barrientos (15 gener)                                  |           | 16, 17, 20, 29 novembre; 21 desembre; 15 gener |